# Jászladány
Jászladány là một làng thuộc hạt Jász-Nagykun-Szolnok, Hungary. Làng này có diện tích 92,73 km², dân số năm 2010 là 5861 người, mật độ 63 người/km².